# Carex daisenensis
Carex daisenensis är en halvgräsart som beskrevs av Takenoshin Nakai. Carex daisenensis ingår i släktet starrar, och familjen halvgräs. Inga underarter finns listade i Catalogue of Life.